# البطولات الوطنية الأمريكية 1953 (كرة مضرب)
قائمة بالأبطال في 1953 البطولات الوطنية الأمريكية لكرة المضرب (المعروفة الآن باسم أمريكا المفتوحة):

## الكبار

### فردي رجال
توني ترابرت هزم  فايس سايكساس 6-3 6-2 6-3

### فردي سيدات
ماورين كونلي برانكر هزم  دوريس هارت 6-2, 6-4